# Kamu Grugier-Hill
Kamu Grugier-Hill (Honolulu, Hawái, 16 de mayo de 1994) es un jugador profesional estadounidense de fútbol americano que se desempeña en la posición de linebacker en Minnesota Vikings, equipo de la National Football League (NFL).

## Carrera
Fue seleccionado en la sexta ronda en la Reunión Anual de Selección de Jugadores de la NFL de 2016. Hizo su debut profesional con el equipo Philadelphia Eagles, en el cual jugó cuatro temporadas (2016-2020), después pasó por varios equipos, Miami Dolphins (2020-2021), Houston Texans (2021-2022), Arizona Cardinals (2022-2023), Carolina Panthers (2023-2024), y finalmente a Minnesota Vikings, donde lleva jugando una temporada.